# Parafia Podwyższenia Krzyża Świętego w Łukowcach
Parafia Podwyższenia Krzyża Świętego w Łukowcach – parafia rzymskokatolicka w Łukowcach.
Pierwotna świątynia drewniana, została wzniesiona jako cerkiew unicka w roku 1695, z inicjatywy Karola Stanisława Radziwiłła. Miała obsługiwać także sprowadzonych do Sitnika i Worgul rusińskich robotników dworskich. Od 1879 roku funkcjonowała jako cerkiew prawosławna. Po 1919 roku kaplica rzymskokatolicka, a od 1921 kościół parafialny. W latach 1987–88 została przeniesiona do Zakępia. Obecny kościół parafialny, murowany został wybudowany w stylu współczesnym, w latach 1985-1987 pod pieczą ks. Mieczysława Onyśka.
Teren parafii obejmuje Łukowce, Sitnik i Worgule.

## Proboszczowie parafii Podwyższenia Krzyża Świętego w Łukowcach
- ks. Mieczysław Onyśk
- ks. Zdzisław Zielonka
- ks. Jacek Owsianka
- ks. Jacek Lusztyk
- ks. Dariusz Mioduszewski
- ks. Marek Szlanta
- ks. Zdzisław Matejuk

## Księża pochodzący z parafii Podwyższenia Krzyża Świętego w Łukowcach
- ks. Antoni Laszuk
- o. Jacek Biegajło (franciszkanin)
- ks. Robert Mirończuk

## Siostry zakonne pochodzące z parafii Podwyższenia Krzyża Świętego w Łukowcach
- s. Maria Bogusz (Zgromadzenie Córek Najczystszego Serca NMP)
- s. Elżbieta Biegajło (dominikanka)
- s. Kazimiera Stasiuk (Zgromadzenie Córek Najczystszego Serca NMP)